# Joseph Wagner
Joseph Wagner (Gestratz, 1706 – Venezia, 1780) è stato un incisore, docente, editore d'incisioni su rame, anche prodotte da altri artisti, tedesco.

## Biografia
Joseph Wagner nacque a Thalendorf, nel comune di Gestratz, sul Lago di Costanza e si formò come pittore a Venezia, nella bottega del pittore rococò Jacopo Amigoni che lo invitò a dedicarsi all'incisione a bulino su rame. Wagner accompagnò Amigoni a Roma e Bologna e nel 1733 in Inghilterra. Si trasferì quindi a Parigi, a studiare incisione presso Laurent Cars (1699-1771). Durante un secondo soggiorno in Inghilterra incise il ritratto di tre principesse reali della casa di Orange: Anna di Hannover, Amelia Sofia di Hannover, e Carolina Elisabetta di Hannover che erano figlie del re Giorgio II di Gran Bretagna.

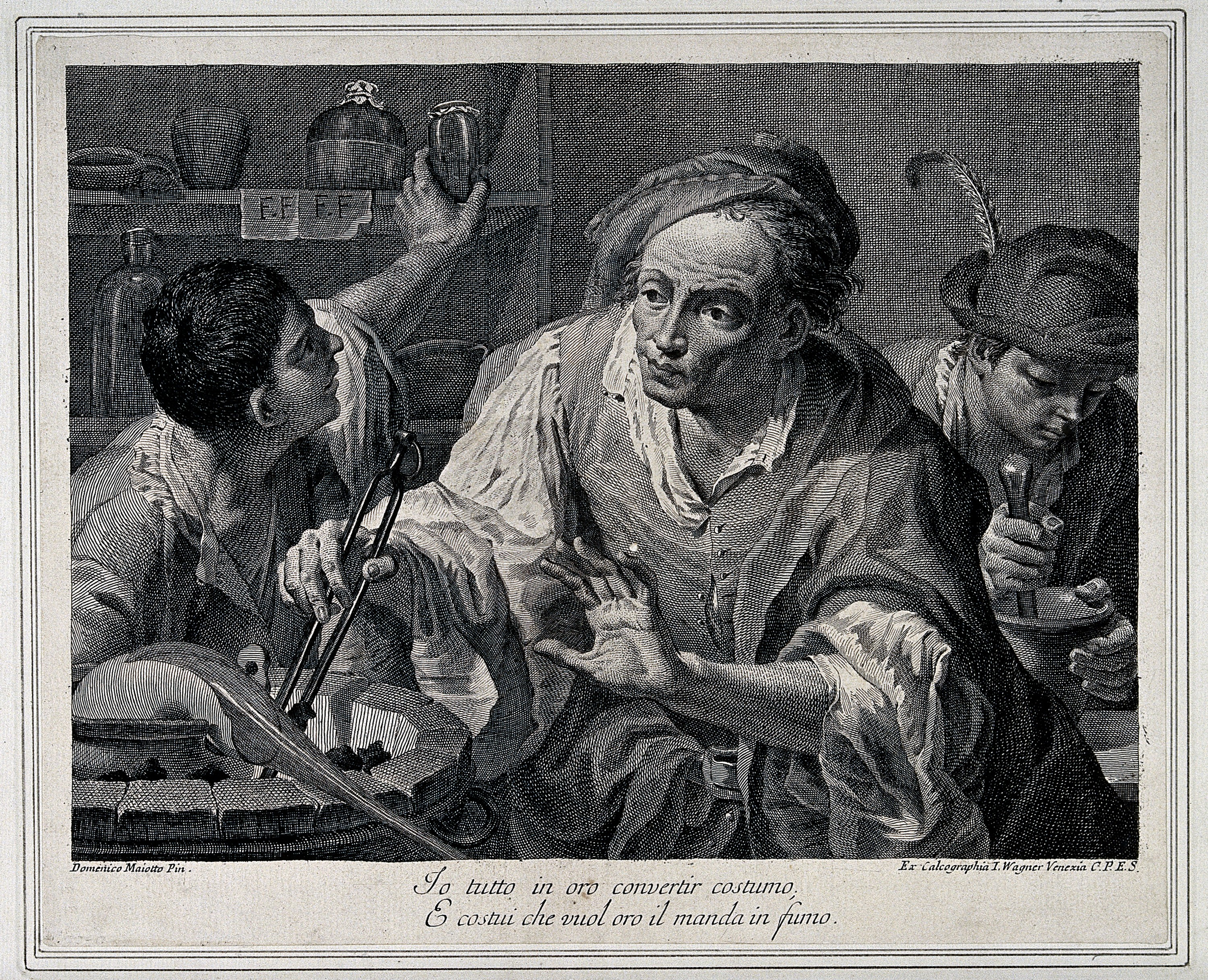
Joseph Wagner, Alchimista, incisione da Domenico Maggiotto

Incise altre lastre di rame in Inghilterra, poi tornò a Venezia, dove aprì una scuola e un emporio per la vendita di stampe, sue e di altri incisori. A bulino ha realizzato anche un ritratto di Caterina II di Russia.
Joseph Wagner incise immagini tratte da opere di pittori, tra cui Giovanni Battista Cipriani. Il pittore e incisore Francesco Bartolozzi si formò nella sua bottega, che era frequentata da altri acquafortisti veneti, tra i quali Giambattista Brustolon, Giovanni Volpato incisore e ceramista, Cristoforo Dall'Acqua pittore e incisore, Antonio Baratti, Domenico Bernardo Zilotti pittore e incisore e Giovanni Battista Piranesi. Sono stati suoi allievi Giovanni Vitalba e François Vivarès, due incisori attivi in Inghilterra, e l'incisore Giovanni Ottaviani.

### Sue incisioni
- (LA) Joseph Wagner, Remittuntur Ei peccata multa quoniam dilexit multum. Fides tua te salvum fecit, vade in pace. Benedet. Lutti Florent. Pinx. 1691; I. Bapt. Cipriani delin. Florentie 1746; G. Wagner Sculp, s. l., s. e., post 1746, SBN RML0211259. 1 stampa: bulino; 57,4x35 cm[1]
- (LA) Joseph Wagner, Quid fecisti vox sanguinis fratis tui clamat ad me de terra. Bened. Lutti Florent. Pin. 1691; Io. Bapt. Cipriani delin. Florentie 1746; G. Wagner Sculp, s. l., s. e., post 1746, SBN RML0211264. 1 stampa: bulino; 61,8x45,3 cm

### Attività come editore
- Maria Teresa regina d'Ungheria e di Boemia. Meidens ad vivum pinsit, Venezia, app.o Wagner in Merceria, 1750, SBN NAP0636816. 1 stampa: bulino e acquaforte, b/n; 25,8x19,8 cm, su foglio 31,8x22 cm.[2]
- (LA) Antonio Baratti, Fac me tecum pie flere donec ego vixero, Venezia, App.o Wagner C.P.E.S., 1739-1776, SBN VEA1010913. 1 stampa: acquaforte e bulino; 14x8,9 cm. Fran. Majotto pinx.; Antonius Baratti scul.

## Galleria d'immagini

Incisioni di Joseph Wagner
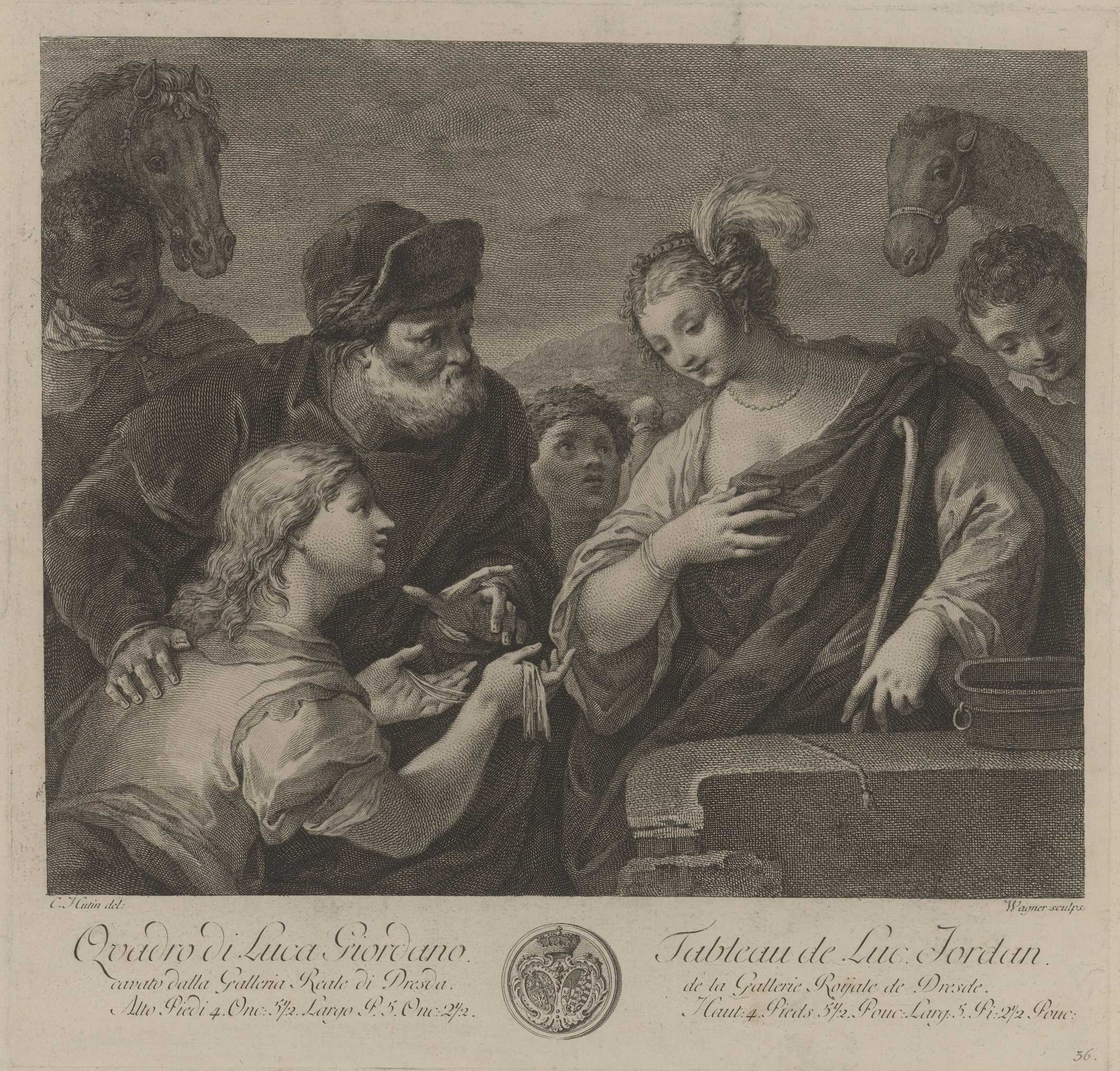
Rebecca col servo di Abramo alla fontana, da Luca Giordano, Gemäldegalerie Alte Meister (Dresda)
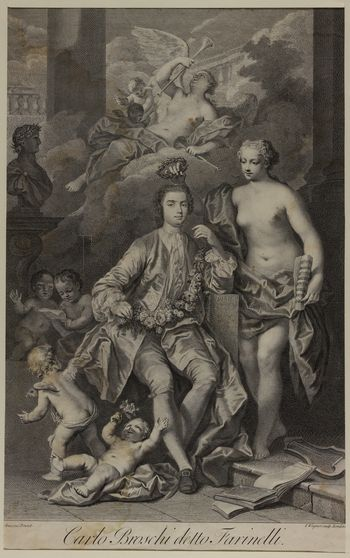
Carlo Broschi detto Farinelli, da Jacopo Amigoni, 1754
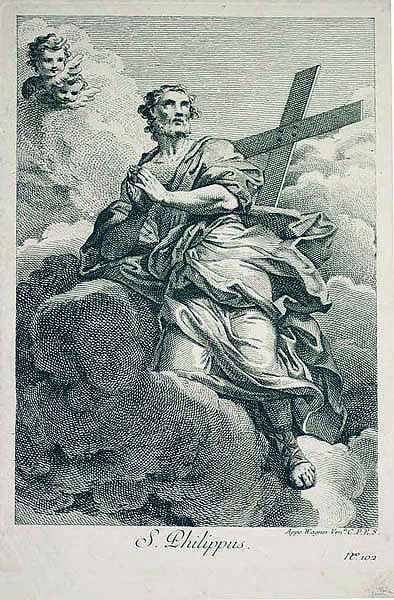
San Filippo Neri, Museo nazionale delle belle arti (Brasile)
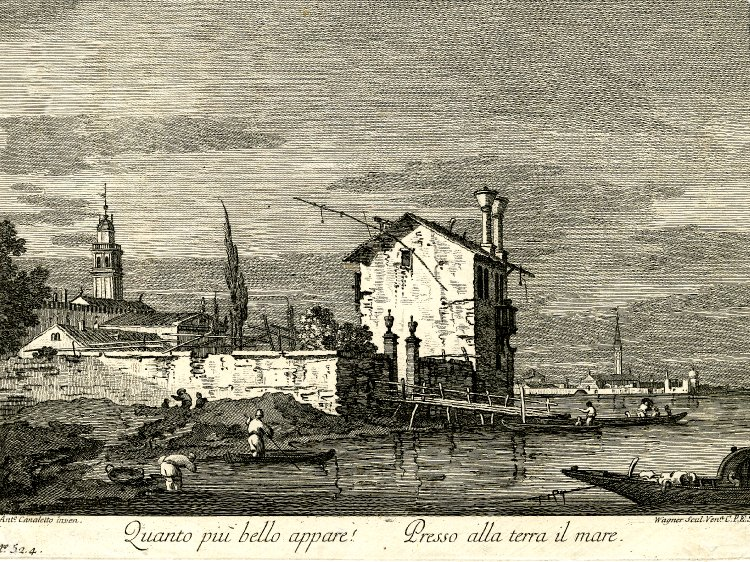
Paesaggio, da Canaletto, British Museum
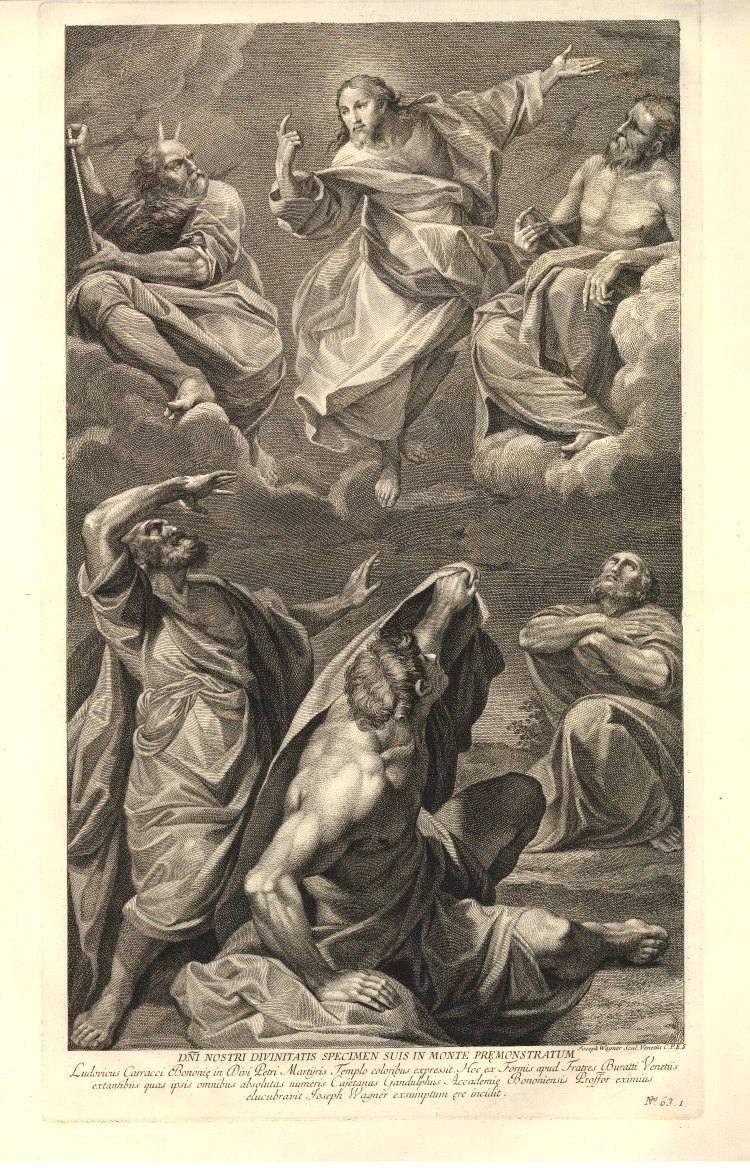
Transfigurazione, da Agostino Carracci, British Museum